# Économie de l'État inca
L'économie de l'Empire Inca, dont l'existence couvre une grande partie du XVe siècle et le début du XVIe siècle, est fondée sur des traditions locales de « solidarité » et de « mutualisme », transportées à l'échelle impériale, et a établi une structure économique qui a permis une production agricole substantielle ainsi que l'échange de produits entre les communautés. Elle est fondée sur l'institution de la réciprocité, considérée comme le système socioéconomique et politique des Andes précolombiennes.
La civilisation inca est considérée comme ayant eu l'une des économies centralisées les plus prospères de l'histoire. Son efficacité est due au contrôle du travail et à la régulation des ressources tributaires. Dans la société inca, le travail collectif est le fondement de la productivité économique. Les ayllu (l'unité de base de l'organisation socio-territoriale andine) ont développés diverses traditions de solidarité pour contrer les difficultés de l'environnement andin.

## Réciprocité
La coutume de la « réciprocité » est le fondement des liens socio-économiques des chefferies dans de grandes parties de l'amérique pré-colombienne: dans les Andes, dans la « zone intermédiaire » qui s'étend des Andes colombiennes aux Caraïbes, en Mésoamérique, et enAmérique du Nord, où se pratique la cérémonie du Potlach. La coutume de la réciprocité est observable dans le monde entier, et d’autres exemples important se trouvent notamment en Océanie.
En anthropologie, le terme de « chefferie » désigne une société non-égalitaire de chasseurs-horticulteurs, fondée sur des règles de réciprocité (obligation de donner, de rendre et de recevoir), et composée de plusieurs lignages hiérarchisés, au à la tête desquels se trouve un chef. Dans les Andes, le système de réciprocité et de redistribution est probablement instauré par l'État Huari, entre 500 et 800, qui fonde le système sur l'exploitation de plusieurs écorégions verticales andines par les communautés locales pour limiter l'activité des réseaux marchands et des marchés. Ce système d'exploitation de diverses écorégions pour accéder aux ressources et éviter les catastrophes climatiques est nommé « discontinuité territoriale » ou « archipel vertical ». Alors que les produits de première nécessité circulent seulement par le tribut, les marchands, notamment maritimes, continuent le trafic des produits de luxe destinés aux chefs et aux prêtres. Ce modèle de réciprocité représente un réseau d'échanges économiques et de relations commerciales, qui contredit les théoriciens socialistes précédents selon lesquels l'empire inca ne possèdent pas de système d'échange de biens et de service. Toutes les institutions sont fondées sur des relations de réciprocité, l'idée que « chaque service […] rendu appelait un retour ». En donnant quelque chose, un individu « prouvait sa capacité économique et morale à se séparer de ses possessions », et l'acte est respecté comme un signe d'altruisme. Selon les règles de la politesse, le donneur présente sa demande comme une requête, mais il s'agit d'un ordre. Recevoir établit une relation de confiance et oblige implicitement celui qui reçoit à rendre un service similaire en retour. Dans certaines circonstances, une « réciprocité asymétrique » est pratiquée, notamment entre individus de rang différent, dans laquelle un individu rend un service pour recevoir en retour un service différent de celui d'origine. En raison de cette inégalité, certains ethnologues modernes décrient le phénomène comme « échange » plutôt que « réciprocité ». L'anthropologue et sociologue français Marcel Mauss est une figure importante dans l'étude de la réciprocité dans le continent américain,, ainsi que l'anthropologue nord-américain John V. Murra qui invente le terme d'« archipel vertical ». Nathan Wachtel constate qu'une forme ancienne de réciprocité, pratiquée localement, qui remplit des fonctions idéologiques pour justifier de nouvelles relations sociales, est remplacée sous les incas par une réciprocité qui sert à la croissance de l'appareil d'État inca. L'État inca bénéficie des services de ses sujets et redistribue les excédents accumulés. Selon Nathan Wachtel dans La Vision des vaincus, l'économie de l'État inca se définit comme « la combinaison de deux principes : ceux de la réciprocité et de la redistribution », théoriquement opposés mais complémentaires, car « deux mouvements, centripète et centrifuge, définissent la vie économique : Rassemblement des produits des groupes vers le centre, puis diffusion des produits du centre vers les groupes ».

## Système redistributif
Le fondement de l'organisation sociopolitique andine précolombienne est l'ayllu, un groupe de lignages unis par des liens de parenté réels ou mythiques, et séparés en une lignée masculine et une lignée féminine. Le dirigeant d'un ayllu est le kuraka, ou chef, appelé kamachikuq, et qui fait partie de la classe des gens du commun (« Hatunruna »)
Chaque ayllu possède une marka, ou village. L'archipel vertical, adopté par la chefferie lupaca, est également utilisé par les empereurs incas. Selon sa position géographique, chaque ayllu est spécialisé dans l’exploitation de certaines écorégions andines. Les ayllu agricoles sont situés à proximité de terres fertiles et cultivent des cultures adaptées au type de sol. Les produits sont récupérés par l'appareil d'État, qui les redistribue vers d'autres régions de l'empire où les ressources manques. Les excédents sont conservés dans des entrepôts à proximité des centres urbains, le long des chemins andins. D'autres ayllu se spécialisent dans la poterie, la fabrication de vêtements ou de bijoux ; les compétences sont transmises de génération en génération au sein d'un même ayllu.

### Structures socio-politiques
Les structures socio-territoriales sont des échafaudages de chefferies, organisées de manière  pyramidale et segmentaire, selon les relations interpersonnelles (individualisées et institutionnalisées) et la possession de la terre (possédée collectivement).
Les ayllu sont fédérés en chefferies (également appelées curacazgos ou huarangas), gouvernées par des kurakas (chefs) appelés Apu kurakas, et les petites chefferies sont organisées en grandes chefferies, gouvernées par des apu kurakas appelés Hatun kurakas,. Sous le pouvoir inca, les grandes chefferies, adoptant des systèmes de redistribution et d'échange réciproque, échangent les libéralités, souvent sous forme de fêtes, de l'empereur inca contre de leur main-d'œuvre, leur allégeance et une réduction significative de leur souveraineté. Les grandes chefferies représentent le plus haut niveau d'intégration atteint dans les Andes préhispaniques, tandis que l'empire inca n'a jamais introduit une intégration à l'échelle impériale, gouvernant plutôt sur la base de hiérarchies locales,,,. L'expansion inca — probablement causée en partie par l'acquisition du butin de guerre des chankas suivant la guerre inca-chanca, qui a donné un avantage économique initial à la chefferie inca — a ajouté une nouvelle sphère au système de redistribution établi dans les Andes, le dirigeant inca échangeant désormais les biens nouvellement acquis contre la main-d'œuvre et l'allégeance des dirigeants voisins, multipliant ainsi les relations réciproques et dominant lentement le système socio-économique local.

## Possession de la terre
Les terres d'un ayllu sont une propriété collective. En tant que représentant de l'ayllu, le kuraka redistribue les terres entre les familles. Les dimensions d'une est calculées en tupus, une unité de mesure locale, qui diffèrent selon les régions.
Un couple marié reçoit un demi-tupu, en plus d'un tupu pour chaque enfant masculin et un demi-tupu pour chaque enfant féminin. Lorsque les enfants fondent leur propre famille, le tupu supplémentaire est transféré à la famille des enfants. Les foyers des ayllu ont un droit d'usage des terres, mais elles n'en sont pas propriétaires. La terre sert à fournir au foyer des moyens de subsistance.

## Quipus
Malgré l'absence d'écriture traditionnelle, les Incas ont un système d'enregistrement d'informations simples et stéréotypées, fondé sur des cordes nouées connues sous le nom de quipu. Pour décrire le système décimal, ces cordelettes de nœuds utilisent des agencements de nœuds complexes et des systèmes de couleurs. Les quipus sont utilisés pour enregistrer les produits stockés dans les entrepôts, l'effectif de la main-d'œuvre disponible, les objets de valeur tels que le maïs, qui sont utilisés pour fabriquer de la bière cérémoniel, et potentiellement des informations de nature historique transmises par des « messages » stéréotypés liés à des récits oraux. Les quipus contrôlent tous les secteurs économiques de l'empire. Les fonctionnaires chargés de conserver la documentation des quipus sont nommés quipucamayoc.

## Corvées
Sous l'Empire Inca, les autorités procèdent régulièrement à un recensement de la population masculine afin de constater la nécessité ou non de recrutement pour la construction de travaux d'utilité publique. Chaque individu, même adolescent, est obligé d'effectuer différentes corvées en rotation, notamment l'élevage, la construction de bâtiments et les travaux domestiques. Deux tiers des récoltes d'un agriculteur sont prises comme tribut.

## Les moyens d'échanges sous l'empire inca
La monnaie n'est pas utilisée dans la majorité des territoires incas, cependant des monnaies sont documentées sur la côte septentrionale et centrale des Andes. En l'absence de monnaie, le travail d'une personne est « récompensé par la garantie d'une assistance mutuelle future et d'un statut social », ce qui est plus proche de prestations de travail plutôt que  d'« impôts ». Cependant l'empire inca ne peut pas être « totalement étranger aux systèmes d'échange privé », et un « marché andin préhispanique se développa, dont l'État aurait été le garant ». Pour une partie de la communauté scientifique, cependant, le terme de « marché » n'est pas adapté à l'économie inca et porte une signification différente de celle portée dans la sphère culturelle occidentale.